# قائمة المواقع والمعالم المصنفة في ولاية خنشلة
هذه قائمة حصرية للمواقع الأثرية و المعالم التاريخية المصنفـــة حسب وزارة الثقافة والاتصال (الجزائر) لولاية خنشلة
| رقم    | اسم                                | وصف           | موقع | مدينة          | قسم   | الإحداثيات                      | صورة                        |
| ------ | ---------------------------------- | ------------- | ---- | -------------- | ----- | ------------------------------- | --------------------------- |
| 40-001 | وادي بني بربار منظر طبيعي خنشلة    |               |      |                | خنشلة |                                 | صورة                        |
| 40-002 | مضايق واد العرب منظر طبيعي خنشلة   |               |      |                | خنشلة |                                 | صورة                        |
| 40-003 | مغارات فرينقال منظر طبيعي خنشلة    |               |      |                | خنشلة |                                 | صورة                        |
| 40-004 | قرية الجلال منظر طبيعي جلال        |               |      |                | خنشلة |                                 | صورة                        |
| 40-005 | قرية تابردقة منظر طبيعي شرشار      |               |      |                | خنشلة |                                 | صورة                        |
| 40-006 | قرية تيزيقارين منظر طبيعي بو حمامة |               |      |                | خنشلة |                                 | صورة                        |
| 40-007 | آثار بقاي                          |               |      |                | خنشلة |                                 | صورة                        |
| 40-008 | ضريح سيدية قصر الجازية             | عبارة عن ضريح |      | المحمل (خنشلة) | خنشلة | 35°13′N 7°07′E / 35.22°N 7.12°E | عبارة عن ضريح · Upload file |